# خلاش

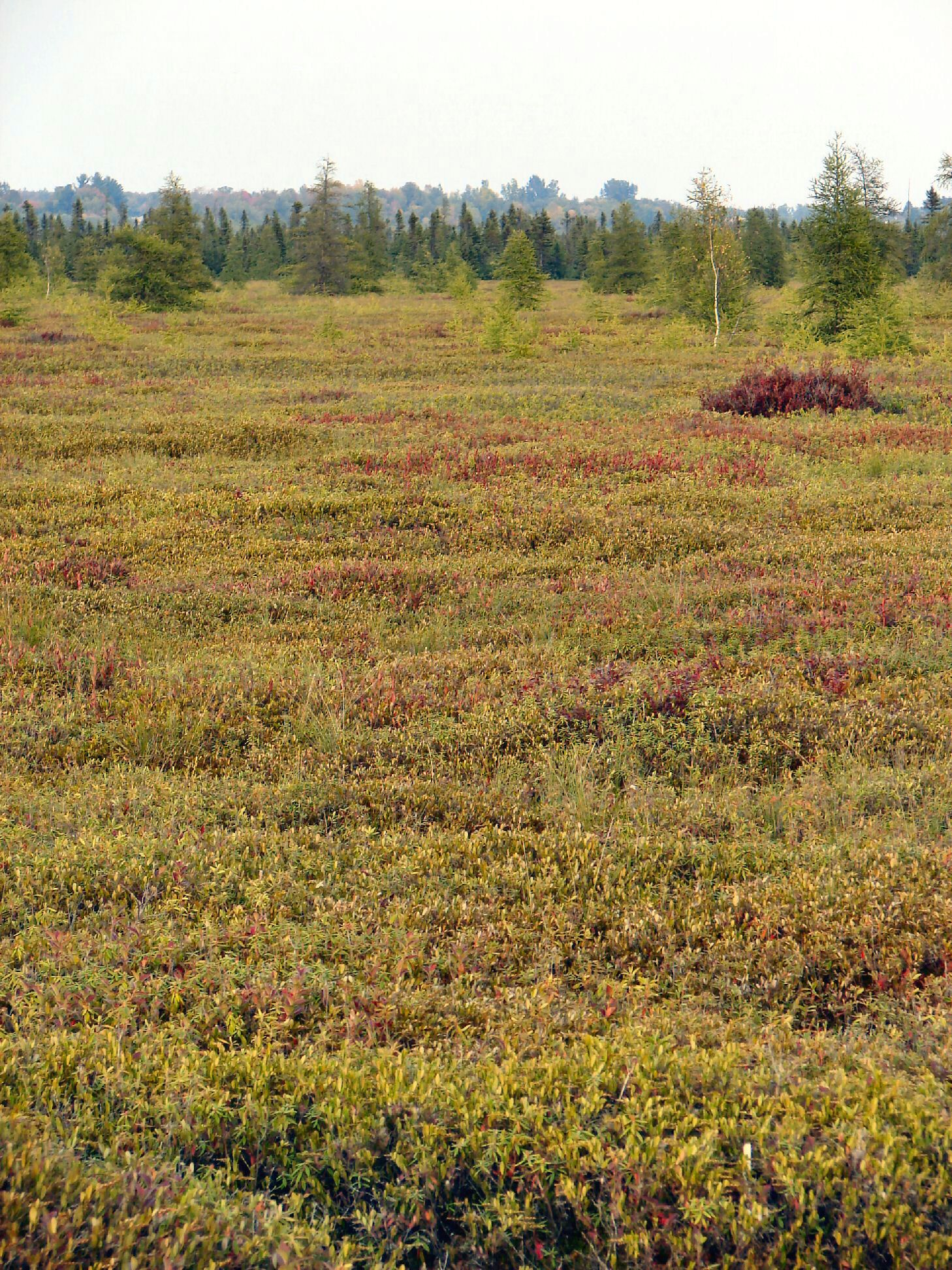
خلاش مر بلو، نمونه‌ای از زمین‌های تشکیل شده از خاک باتلاقی در انتاریو، کانادا.

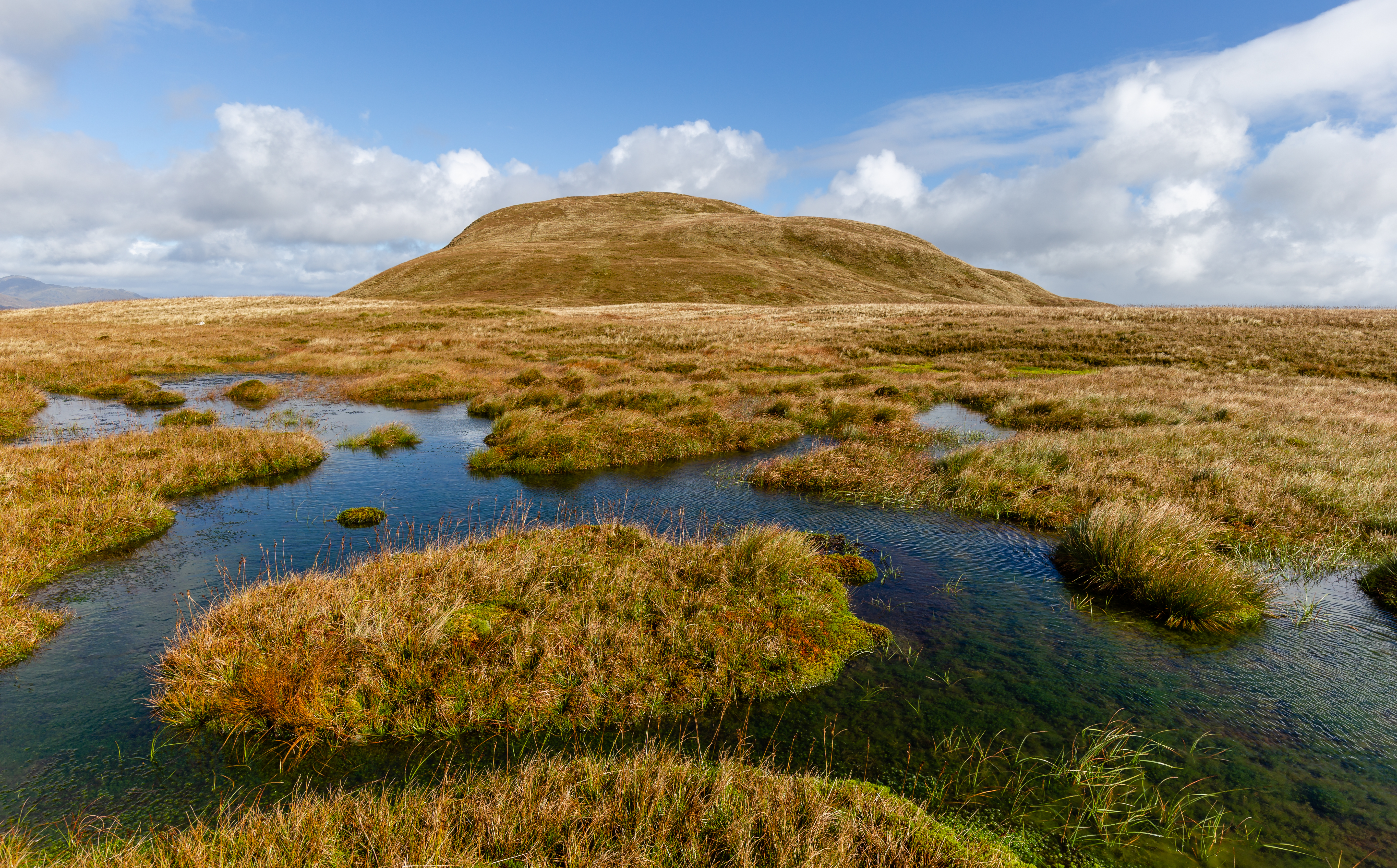
نگاره‌ای از خاک باتلاقی در دون، اسکاتلند.

خِلاش (به انگلیسی: Bog) نوعی تالاب در مناطق پست باتلاقی است. به عبارتی دیگر، خلاش، یک نوع تالاب اسیدی با مواد غذایی و زهکشی ضعیف است که سطح آن را خزه و احتمالاً درختچه و درخت می‌پوشاند.
خلاش عمدتاً از تجمع مواد پوسیده و بقایای گیاهان که بیشتر مربوط به گیاه خزهٔ پوده‌زار است به وجود می‌آید.
منشأ ایجاد این گِل‌ها، توده‌های خزه‌ای هستند که از خشکی به روی آب شناور شده و به مرور به صورت مواد گیاهی در کف دریاچه ته‌نشین می‌گردند و تشکیل خاکی مرطوب را می‌دهند. خلاش‌های باتلاقی حالتی اسفنجی دارند و اکسیژن کمی در خود دارند. انباشت بازمانده‌های گیاهان در این خاک‌ها ذخیره‌ای از کربن ایجاد می‌کند.
خلاش‌های باتلاقی در جاهایی به وجود می‌آیند که آب‌های سطح زمین اسیدی بوده و مواد غذایی بسیار اندکی دارند. آب آن‌ها به دلیل وجود تانن در مواد پوسیده، رنگی قهوه‌ای دارد.
خلاش‌ها از نظر تنوع زیستی مهم هستند و برخی گونه‌های جانوران و گیاهان در این مناطق زندگی می‌کنند. خاک‌های باتلاقی معمولاً با درختچه‌هایی از خلنگیان Ericaceae پوشیده شده‌اند که در پوده (تورب) و خزه‌های پوده‌زار ریشه دوانده‌اند. معمولاً رشد گیاهان به دلیل کمبود مواد مغذی و آب و هوای سرد این مناطق کند است.
در فارسی به پهنه‌هایی که خاک باتلاقی دارند خلاب، لَشاب و خفتاب و گیلاب نیز گفته‌اند.
آب موجود در باتلاق‌های خزه‌ای مواد مغذی بسیار کمی دارد و رنگ آن قهوه‌ای است که این رنگ به دلیل وجود تانن کود گیاهی یا همان زغال‌سنگ نارس حل شده درون آب است. به‌طور کلی کم بودن حاصلخیزی و آب و هوای خنک در این نواحی، رشد گیاهان را کند می‌کند، ولی فرایند تجزیه حتی کندتر از رشد گیاهان صورت می‌گیرد که این به دلیل خاک اشباع‌شدهٔ آنجا است. این زمین‌های وسیع که از کود و بقایای گیاهی شکل می‌گیرند چندین متر عمق دارند.
آن دسته از برکه‌های خزه‌ای که بدون نمک‌های معدنی هستند، برای رشد و بقا به آب و هوای معتدل و مرطوب نیاز دارند. آبی که بر اثر بارندگی‌ها جمع می‌شود، نبود آب‌های روان و فرایند تعریق و تبخیر را جبران می‌کند. به علاوه بارش باران باید با فواصل منظم در تمامی طول سال به این نواحی برسد تا رطوبت همچنان حفظ شود.

## گونه‌ها

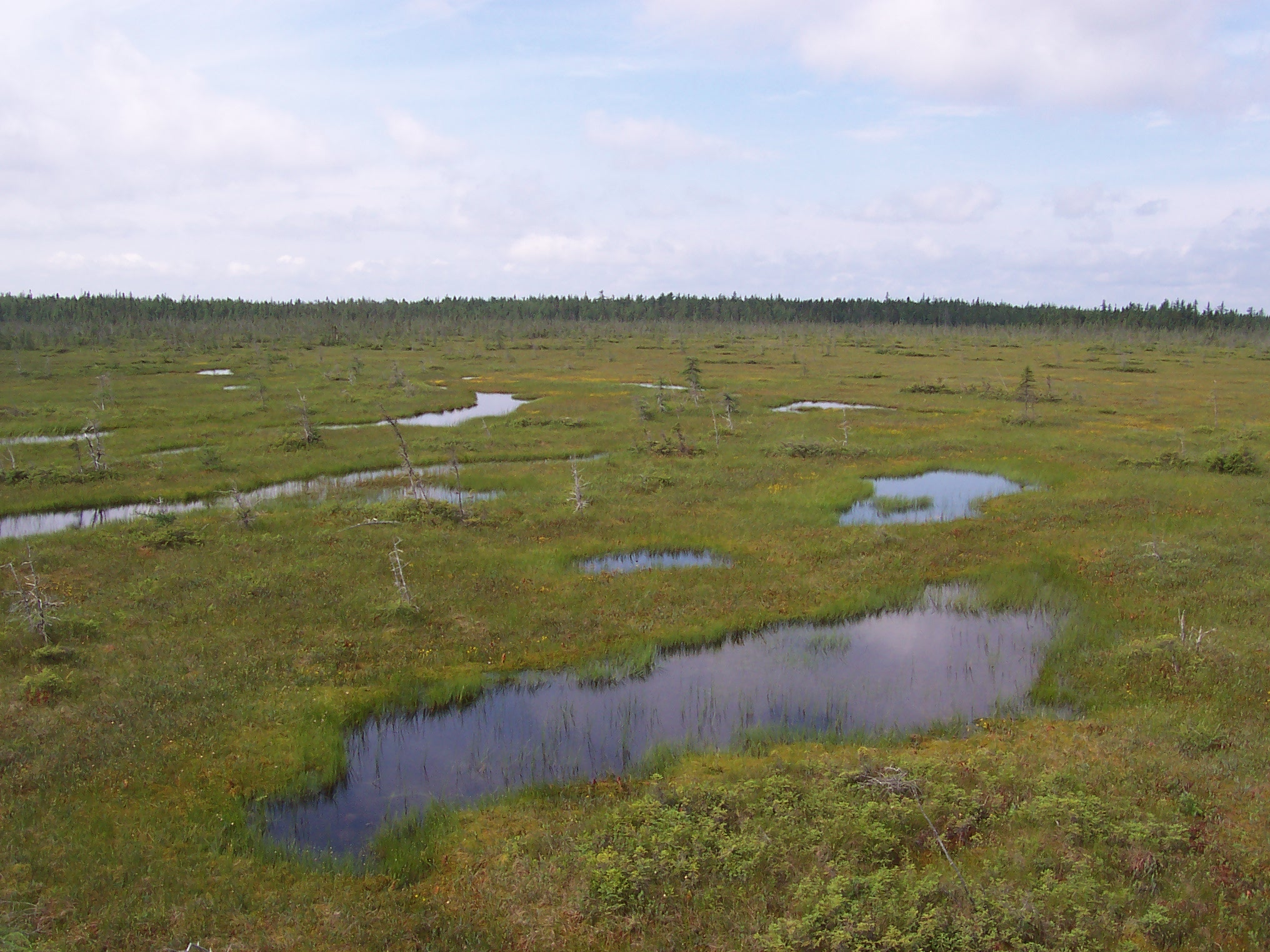
پهنه‌ای از خزهٔ پوده‌زار در کبک کانادا.

خلاش‌ها که انواع مختلفی هم دارند به‌طور کلی زمینی به مساحت ۴ میلیون کیلومتر مربع از سطح زمین را در بر می‌گیرند. امروزه عملاً هیچ برکهٔ خزه‌ای زنده‌ای در اروپا وجود ندارد؛ آخرین مرداب‌های خزه‌ای مشاهده شده در غرب سیبری و کانادا هنوز به حیات خود ادامه می‌دهند.
انواع معمول خاک‌های باتلاقی عبارت‌اند از: خلاش دَره‌ای، خلاش برآمده (خلاش گنبدی)، خلاش روکشی، خلاش لرزان.
خلاش‌ها از آب باران، مه، برف‌های ذوب شده، و نمک‌های معدنی که باد همراه خود می‌آورد تغذیه می‌شوند. با توجه به این امر می‌توان به این نتیجه رسید که چرا جریان آب‌های جاری در این نواحی مرطوب خزه‌ای وجود ندارد، چرا که بیشتر در ارتفاعات شکل می‌گیرند. خزه‌زارهای خشک شبیه به زمین‌هایی هستند که در مناطق دره‌ای دیده می‌شوند و به همین دلیل به آن‌ها خلاش‌های مرتفع نیز می‌گویند.
برکه‌های خزه‌ای مرتفع در مدت زمان بسیار طولانی تشکیل می‌شوند، به‌طوری‌که پیدایش آن‌ها حتی در مساعدترین شرایط قرن‌ها و حتی هزاران سال طول می‌کشد.
آبگیرهای خزه‌ای از خزهٔ خشک، خزهٔ مرطوب و کود گیاهی شکل می‌گیرند. بوته‌های خلنگ که ریشه‌هایشان درون خزه‌ها و بقایای گیاهی فرورفته‌اند سطح این برکه‌ها را می‌پوشانند و حالتی اسفنج مانند به آن‌ها می‌دهند. در اثر انباشته شدن تدریجی بقایای پوسیده گیاهی، سینکی از کربن در این مانداب‌های خزه‌ای تشکیل می‌شود. از ترکیب این بقایا و خزه‌ها و آبی که در آنجا جمع می‌شود به‌طور طبیعی یک منطقهٔ مرطوب هیدرولوژیکی، اکولوژیکی و ژنتیکی طراحی می‌شود. خزه‌های مرده‌ای که در طول قرن‌ها و هزاره‌ها در آنجا انباشته می‌شوند و دوباره می‌رویند نقش بسیار مهمی در تشکیل زغال‌سنگ نارس یا پوده ایفا می‌کنند.

## شکل‌گیری
برکه‌های خزه‌ای بدون نمک‌های معدنی در اروپا ۱۱۰۰۰ سال پیش، زمانی که عصر یخبندان به پایان رسید به‌وجود آمدند. با در نظر گرفتن منشأ پیدایش به آن‌ها «مانداب‌های خزه‌ای» و «برکه‌های سطحی سفره‌ای» می‌گویند. مانداب‌های خزه‌ای بر اثر رویش بسیار زیاد گیاهان روی سطح تالاب‌ها به وجود آمده‌اند و چون آب بارانی که به این تالاب‌ها ریخته می‌شود با خود کودهای کشاورزی و موادی که باعث رشد گیاهان می‌شوند را می‌آورد، گیاهان به‌طور انبوه در سطح این تالاب‌ها رشد می‌کنند. دستهٔ دیگر که برکه‌های سطحی سفره‌ای هستند بر اثر خشک شدن آب‌های جاری شکل گرفته‌اند. بدین صورت که ابتدا در اثر فرایند مویینگی آب‌های زیرزمینی یک منطقهٔ مرطوب در نقاط کم‌ارتفاع به وجود می‌آید.
دو عامل، یکی نبود اکسیژن و دیگری میزان اسیدیتهٔ بالا و مداوم از تجزیهٔ گیاهان مرده جلوگیری می‌کنند و منجر به تشکیل زغال‌سنگ نارس (تورب) می‌شوند. بدین ترتیب است که این برکه‌ها به کندی از یک رشته جریان سفرهٔ آب زیرزمینی شروع به تشکیل شدن می‌کنند؛ سپس تورب از رشتهٔ باریک مویینه سفره جدا می‌شود. بقای برکه‌های سطحی سفره‌ای به نمک‌های معدنی که بادها و آب باران با خود می‌آورند بستگی دارد. این برکه‌ها نیازمند هستند که در صورت نبود نمک‌های معدنی در سطح پس از نفوذ به زیر زمین به‌طور مستقیم نمک‌های معدنی را جذب کنند.
گیا و زیایی که در این نوع برکه‌ها زیست می‌کنند خود را با شرایط اقلیمی خاص این نواحی سازگار کرده‌اند. بیشتر آن‌ها قادر هستند با کمبود مواد مغذی و زمین‌های پوشیده از آب خود را سازگار کنند. برای مثال خزه پوده‌زار (اسفاگنوم) و بوته‌های خلنگ به وفور در این نواحی یافت می‌شوند. این بوته‌ها اغلب همیشه سبز هستند که در حفظ مواد مغذی نقش دارند. در نقاط خشک‌تر درختان همیشه سبز رشد می‌کنند که در این حالت تالاب خزه‌ای در پیرامون آن‌ها پدید می‌آید. جگن نیز یکی از گونه‌های رایج گیاهی است که در این برکه‌ها رشد می‌کند. به علاوه گیاهان گوشتخوار مانند Drosera نیز قابل ذکر هستند که از جانوران بی‌مهره تغذیه می‌کنند. ارکیدها هم برای بقا در خزه‌زارها از وجود گیاهان قارچی مایکوریزا بهره می‌برند و مواد مغذی موجود در آن‌ها را بیرون می‌کشند. بعضی از بوته‌ها مانند Myrica gale یا «مورد سبز» در ریشه‌های خود گره‌هایی دارند که نیتروژن را تثبیت می‌کنند و بنابراین منبع دیگری از نیتروژن به‌شمار می‌آیند.

## تهدیدها
برکه‌های خزه‌ای امروزه در خطر نابودی هستند. استخراج پوده و فراوانی نمک‌های معدنی که در اثر فعالیت‌های انسانی مانند کشاورزی و صنعت در این مناطق گسترده می‌شوند تهدیدی جدی به‌شمار می‌آیند. شرایط مساعد برای پیدایش و بقای برکه‌های خزه‌ای در آمریکای شمالی (کانادا و آلاسکا)، اروپای شمالی و غرب سیبری، آمریکای لاتین (در بستر رود آمازون و به سمت جنوب در سرزمین آتش) و بالاخره در جنوب شرق آسیا موجود بوده است.
تعدادی از سازمان‌های حفاظت طبیعت و جانوران، برکه‌های خزه‌ای را زیستگاه‌های بسیار مهمی برای انواعی از گونه‌ها در نظر گرفته‌اند. پستاندارانی مانند گوزن کانادایی، گوزن شمالی، سگ آبی به علاوه گونه‌هایی از پرندگان دریایی مانند «درنای سیبری» و «آبچلیک پازرد بزرگ» نیز در این زمین‌های اسفنجی و مرطوب زندگی می‌کنند. حتی حشرات این نواحی نیز متمایز هستند. نوعی مگس زرد که به آن «مگس قناری مودار» می‌گویند در انگلستان و گونه‌ای پروانه در آمریکای شمالی از آن جمله هستند. کشور انگلستان در طرح کاربردی تنوع زیستی خود، برکه‌های خزه‌ای را در اولویت تمهیدات حفاظتی قرار داده است. روسیه نیز در زمین‌های پست غرب سیبری، سامانهٔ وسیعی از پناهگاه‌های حیات وحش را فراهم کرده است.

## در صنعت
زغال‌سنگ نارسی که در اثر تجمع خزه‌های مرده و دیگر مواد گیاهی تشکیل می‌شود، مصارف صنعتی هم دارد. قرن‌ها است که از آن به عنوان سوخت استفاده می‌شود. انرژی لازم برای تولید گرما در بیش از ۲۰ درصد از خانه‌ها در ایرلند با سوزاندن زغال‌سنگ نارس فراهم می‌شود. همچنین در کشورهای فنلاند، اسکاتلند، آلمان و روسیه از آن به عنوان سوخت استفاده می‌کنند. کاربرد دیگر زغال‌سنگ خشک‌شده در ترمیم خاک یا برای افزایش قدرت حفظ رطوبت و غنی‌سازی خاک است، به عبارتی نوعی کود هم به‌شمار می‌رود.

## نگارخانه

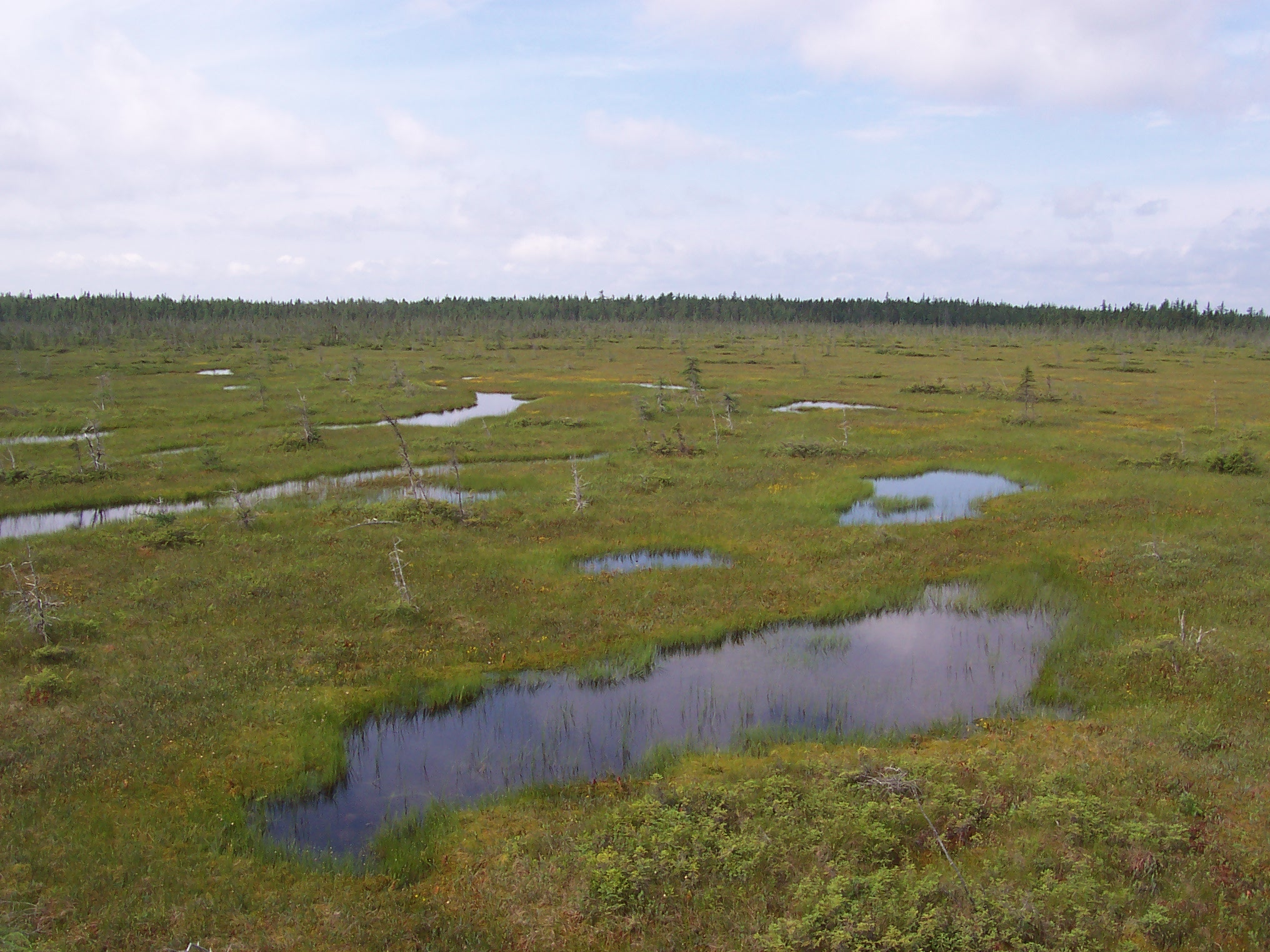
یک خلاش خزه‌ای مرطوب در کانادا. درختان صنوبر در افق جنگلی دیده می‌شوند.
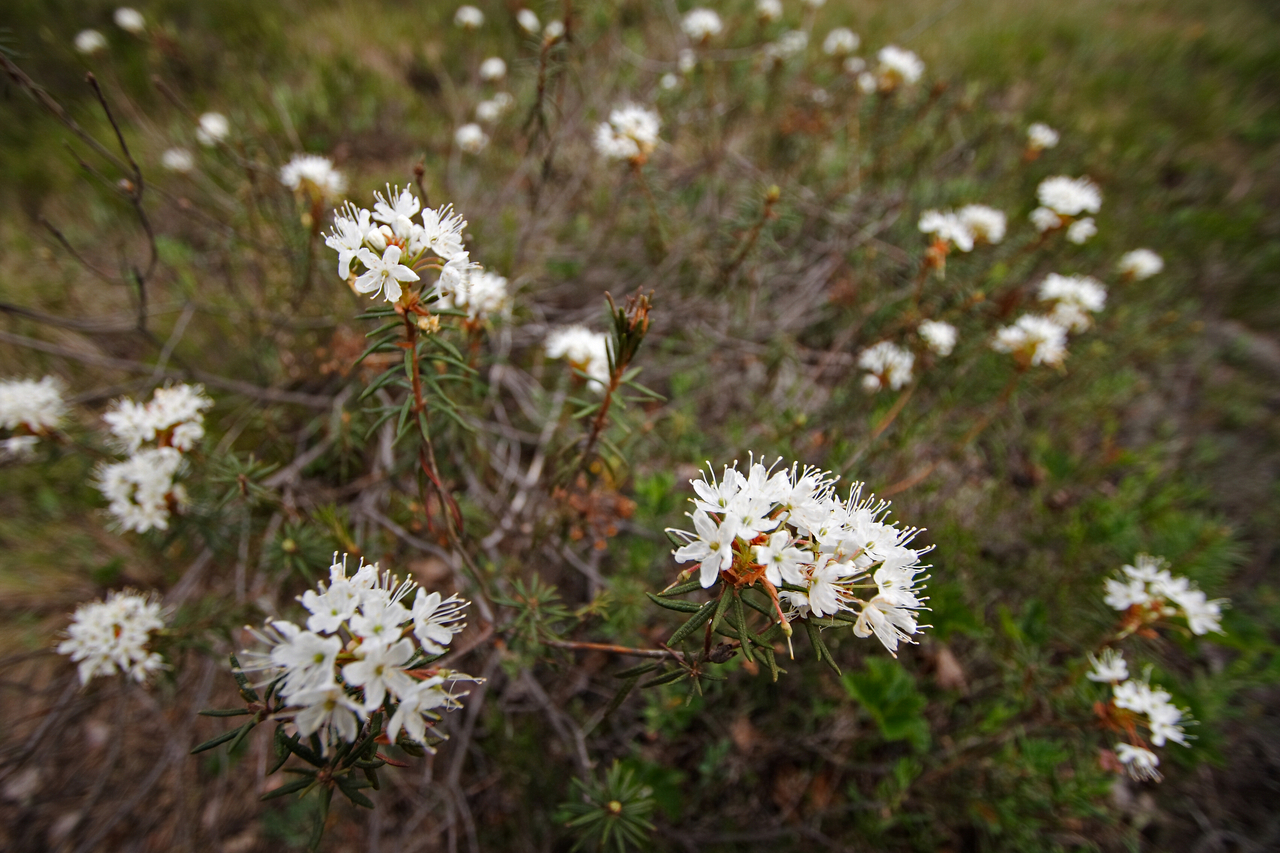
گونه‌های زیادی از درختچه‌های همیشه‌سبز در خاک باتلاقی می‌رویند
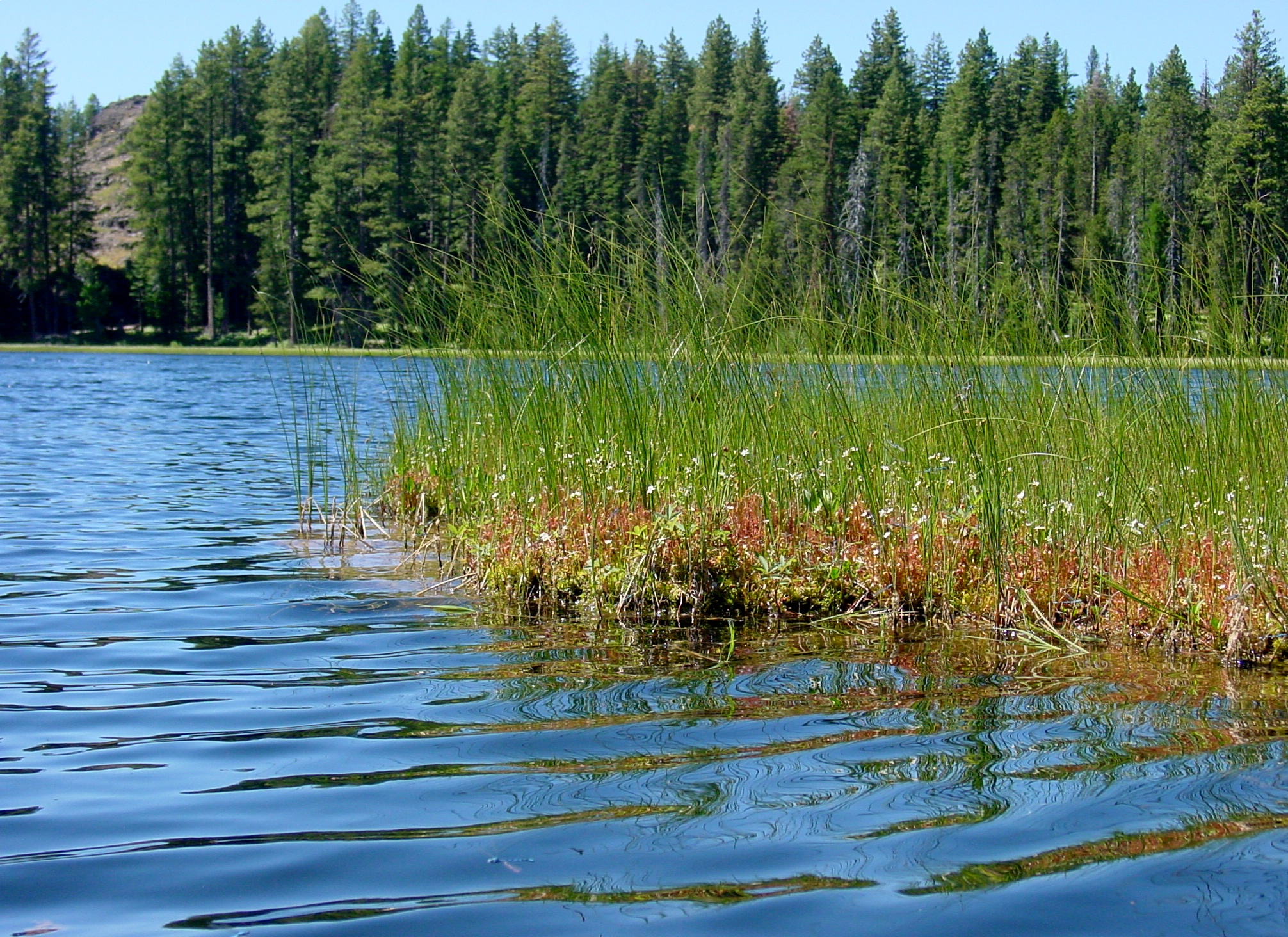
خاک باتلاقی در ساحل یک دریاچه کوچک که از خزه و جگن تشکیل شده و بر آن گیاهان گوشتخوار روییده است.
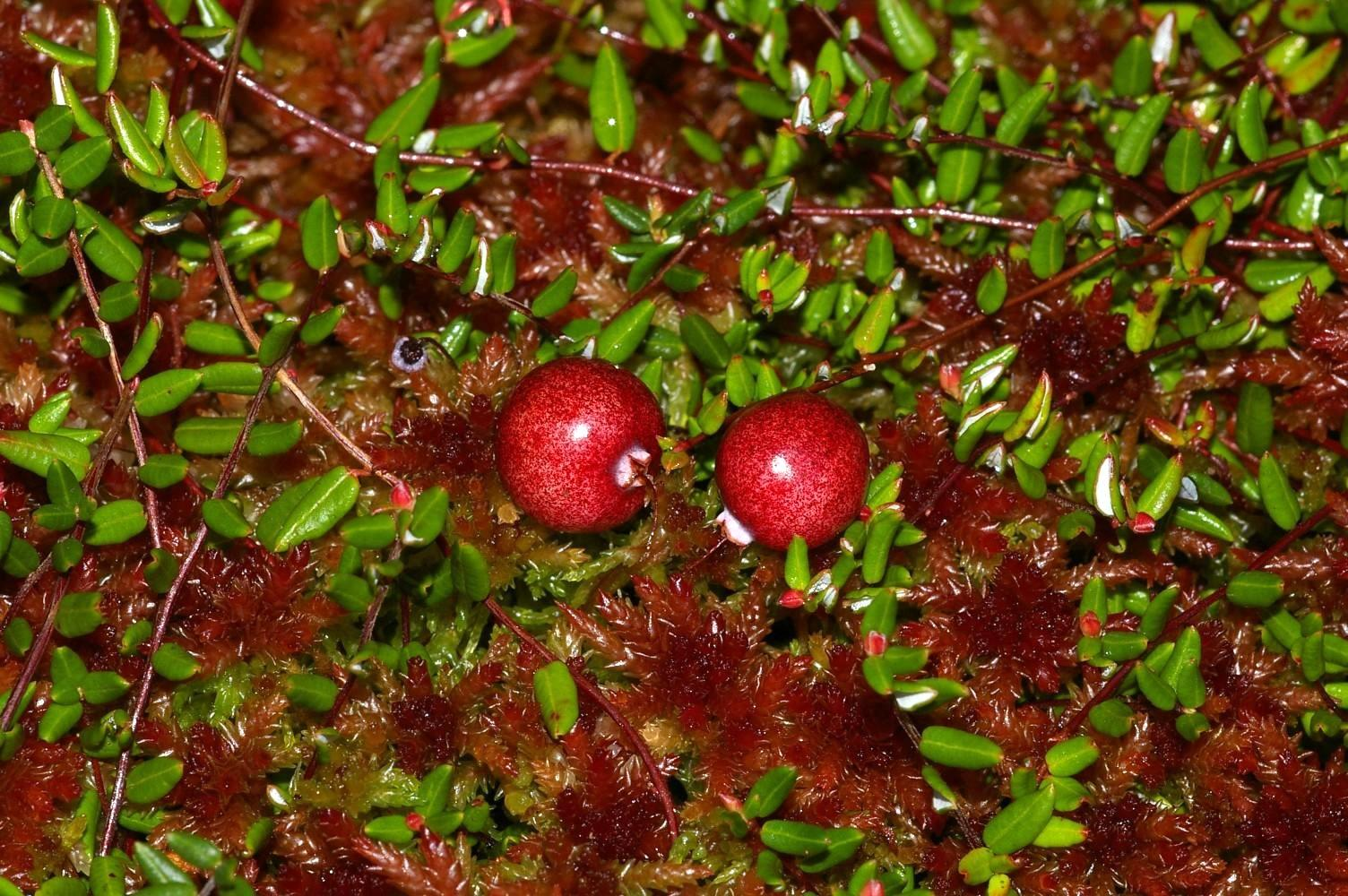
کرنبری باتلاقی از سرده خلنگیان
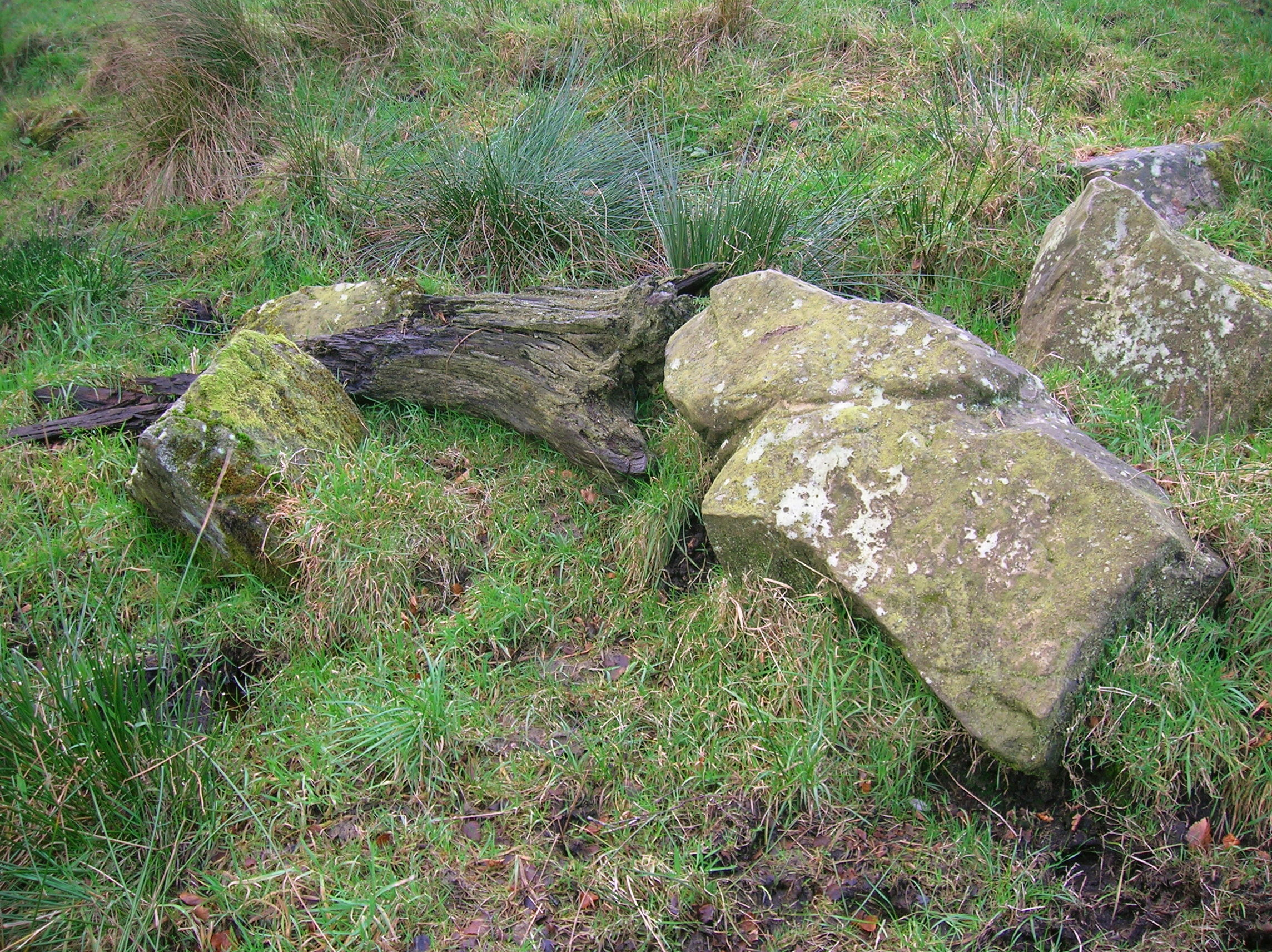
چوب باتلاقی و چند تخته سنگ در خلاشی در اسکاتلند